# Calamaria albiventer
Calamaria albiventer — вид змій родини полозових (Colubridae). Мешкає в Малайзії і Індонезії.

## Поширення і екологія
Calamaria albiventer мешкають на півдні Малайського півострова, на острові Пінанг та на сході Центральної Суматри, можливо, також у Сінгапурі. Вони живуть у вологих рівнинних і гірських тропічних лісах, на висоті до 1410 м над рівнем моря.